# Zenith
Zenith SA é uma empresa suíça fabricante de relógios de pulso de luxo com sede em Le Locle, fundada em 1865 por Georges Favre-Jacot.

## El Primero
O Zenith El Primero, aquele que é conhecido como a imagem de marca da Zenith, foi lançado pela primeira vez em 1969 como o primeiro movimento automático de alta frequência, com 36 mil vibrações por hora. O modelo já dava nome a um pocket watch da Zenith lançado no início do século XX. O movimento ganhou tamanha relevância em horologia e é amplamente considerado um dos mais marcantes de sempre na indústria, chegando a ser usado pela Rolex como o movimento do também popular modelo Daytona, entre os anos de 1988 e 2000.

## Galeria

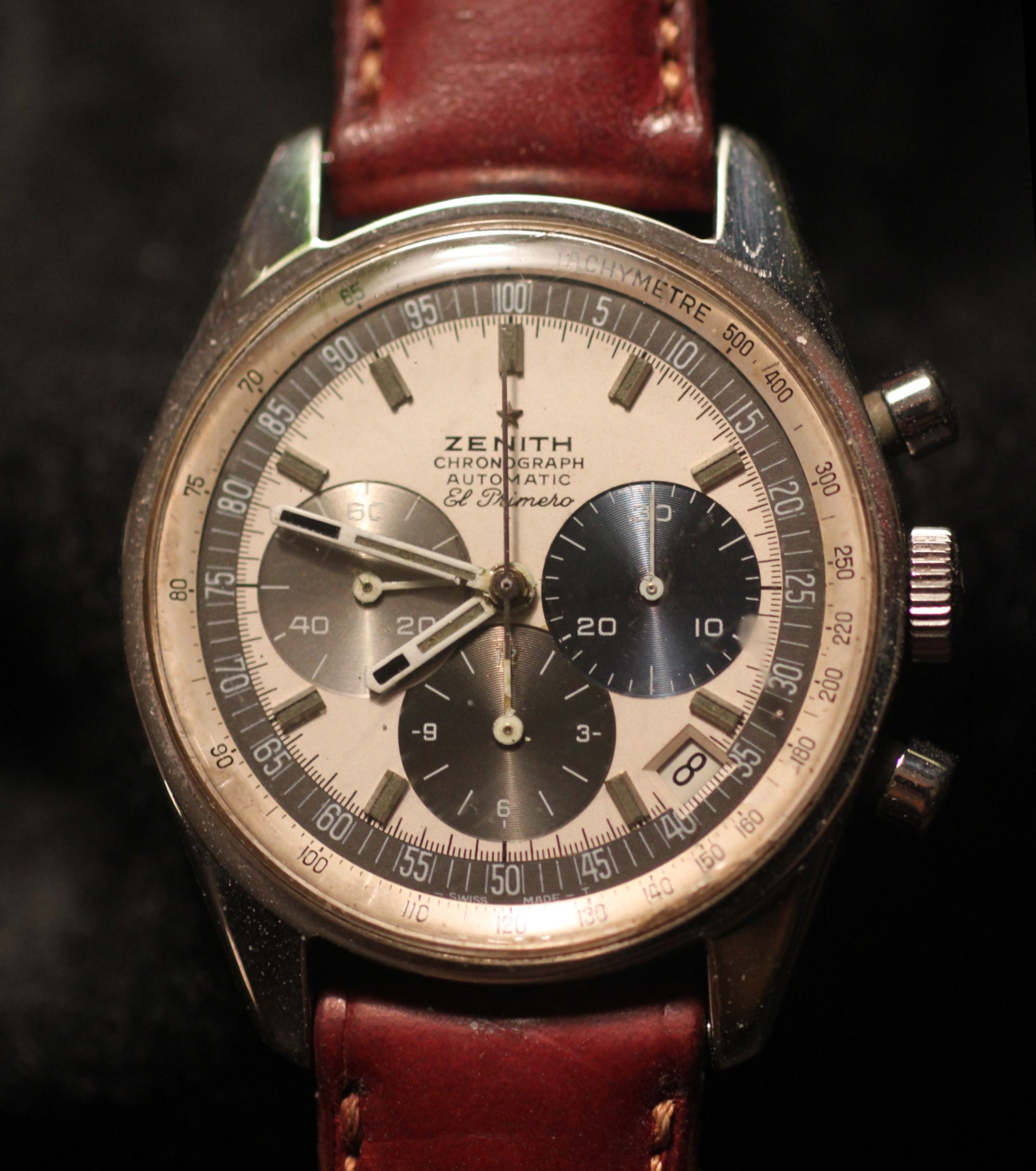
Primeira Versão, 1970.
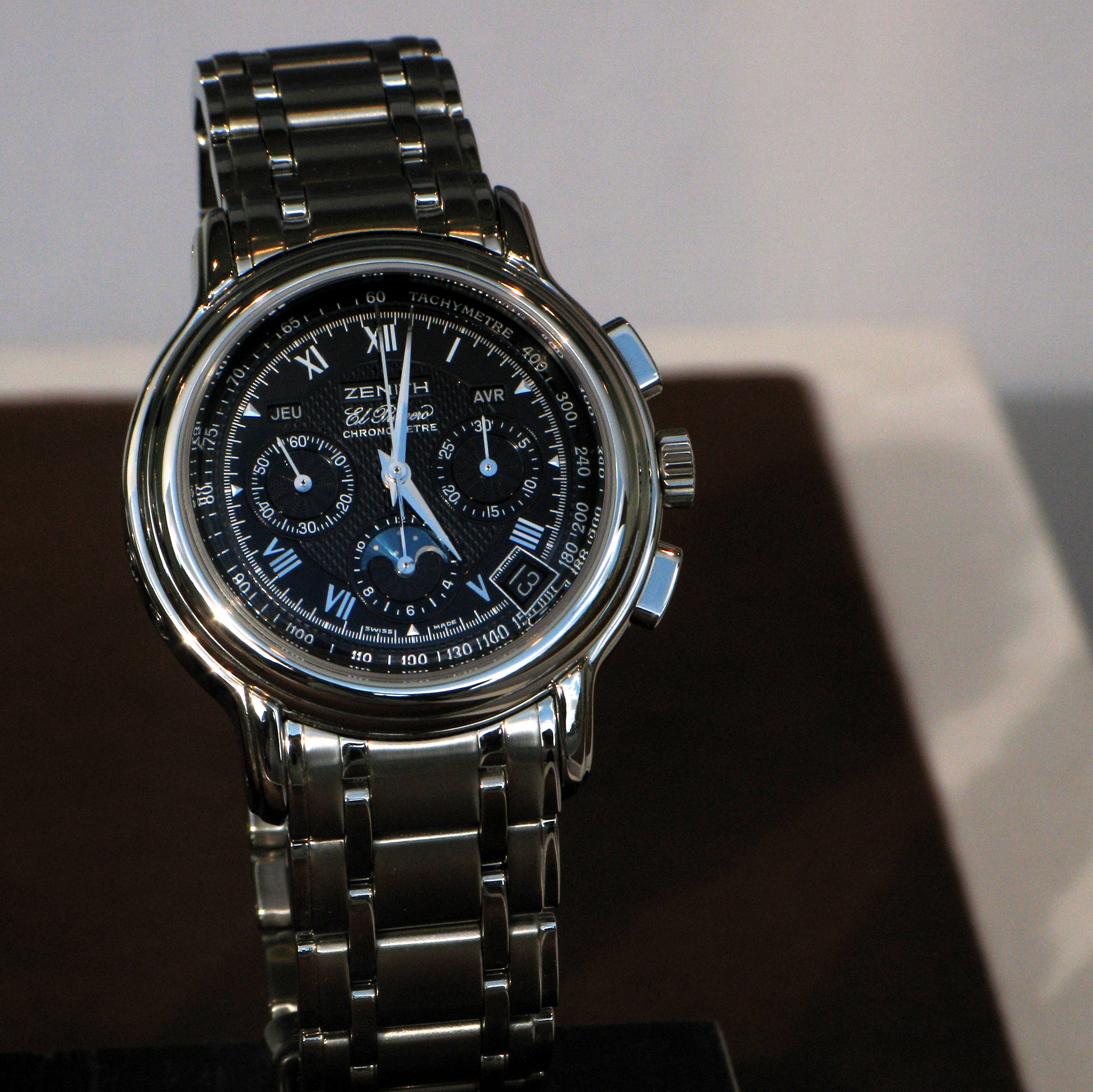
Variação da primeira versão, 1981.
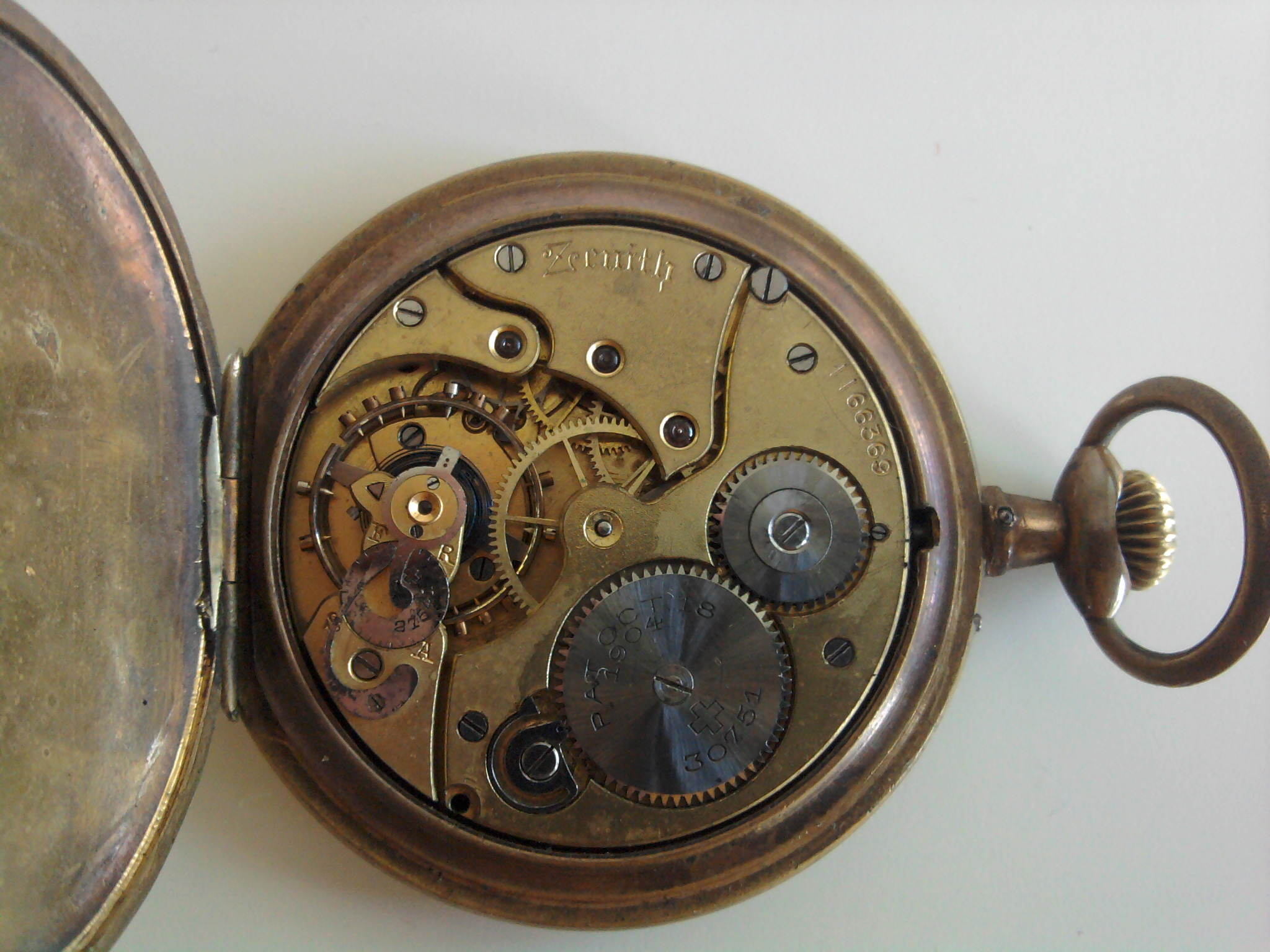
Interior do El Primero enquanto pocket watch em 1910.